# HD30430
HD30430 — подвійна зоря. 
Ця подвійна система має видиму зоряну величину в смузі V приблизно 9,3.
Вона розташована на відстані близько 661,6 світлових років від Сонця.

## Подвійна зоря
Головна зоря цієї системи належить до хімічно пекулярних зір й має спектральний клас A3.
Інша компонента має  спектральний клас F2.